# Starlight Musik
Starlight Musik ist ein Berliner Plattenlabel, das 2009 durch Icke & Er in Spandau gegründet wurde.

## Geschichte
Das Label wurde 2009 von den Spandauer Musikern Icke & Er gegründet. Die erste Single Ich rette die Welt nicht, die das Duo zusammen mit dem Rapper Sido aufnahm, erschien am 10. Juli 2009.
Als erstes Album folgte am 11. Juni 2010 L.I.B.E.
Am 10. Januar 2013 wurde das Lied Supergeil von Der Tourist featuring Friedrich Liechtenstein bei dem Label veröffentlicht.

## Künstler
Folgende Künstler haben Werke bei Starlight Musik veröffentlicht:
- Icke & Er
- Sido
- Der Tourist feat. Friedrich Liechtenstein